# Jarosław (gmina wiejska)
Jarosław – gmina wiejska w województwie podkarpackim, w powiecie jarosławskim. W latach 1975–1998 gmina położona była w województwie przemyskim.
Siedziba gminy mieści się w Jarosławiu.
Według danych z 30 czerwca 2004 gminę zamieszkiwało 12 669 osób.

## Struktura powierzchni
Według danych z roku 2002 gmina Jarosław ma obszar 114,05 km², w tym:
- użytki rolne: 86%
- użytki leśne: 2%

Gmina stanowi 11,08% powierzchni powiatu.

## Historia
1 sierpnia 1934 roku została utworzona: gmina zbiorowa z siedzibą w Jarosławiu, w której weszły dotychczasowe jednostkowe gminy wiejskie: Cieszacin Mały, Cieszacin Wielki, Kruhel Pawłosiowski, Ożańsko, Pawłosiów, Pełkinie, Szczytna, Tywonia, Wierzbna, Wola Buchowska, Wólka Pełkińska.
10 września 1934 roku rozporządzeniem wojewody lwowskiego gmina Jarosław została podzielona na gromady: Cieszacin Mały, Cieszacin Wielki, Kruhel Pawłosiowski, Ożańsko, Pawłosiów, Pełkinie, Szczytna, Tywonia, Wierzbna, Wola Buchowska, Wólka Pełkińska.
5 października 1954 roku w wyniku reformy podziału administracyjnego, gmina została zniesiona, a w jej miejsce utworzone gromady: Cieszacin Wielki, Pawłosiów, Pełkinie, Wierzbna, Wólka Pełkińska.
1 stycznia 1969 roku: zniesiono gromadę Wólka Pełkińska, a jej obszar włączono do gromady Pełkinie; zniesiono gromady Wierzbna i Cieszacin Wielki, a ich obszary włączono do Gromady Pawłosiów.
1 stycznia 1973 roku gromady zostały zniesione, a w ich miejsce utworzone gminy zbiorowe. W skład gminy wiejskiej Jarosław - z siedzibą w Jarosławiu, a w jej skład weszły sołectwa: Koniaczów, Kostków, Makowisko, Morawsko, Munina, Pełkinie, Sobiecin, Surochów, Tuczempy, Wola Buchowska, Wólka Pełkińska, Zgoda. 
1 stycznia 1996 roku wyłączono z gminy Sieniawa i przyłączono do gminy Jarosław Leżachów-Osadę.
Wójtowie gminy:
1990–2019. Roman Kałamarz.
2020– nadal Elżbieta Grunt.

## Demografia
Dane z 31.12.2017 roku 
| Opis                              | Ogółem | Ogółem | Kobiety | Kobiety | Mężczyźni | Mężczyźni |
| --------------------------------- | ------ | ------ | ------- | ------- | --------- | --------- |
| jednostka                         | osób   | %      | osób    | %       | osób      | %         |
| populacja                         | 13 192 | 100    | 6 741   | 51,1    | 6451      | 48,9      |
| gęstość zaludnienia (mieszk./km²) | 116    | 116    | 59      | 59      | 57        | 57        |

## Miejscowości w gminie
| Sołectwo        | Ludność | Sołtys             | Parafia                                                              | Szkoła              | Geodezyjny identyfikator obrębu ewidencyjnego |
| --------------- | ------- | ------------------ | -------------------------------------------------------------------- | ------------------- | --------------------------------------------- |
| Koniaczów       | 847     | Monika Bród        | kościół filialny św. Stanisława Biskupa i Męczennika                 |                     | 180404_2.0001                                 |
| Kostków         | 453     | Stanisław Dudek    | kościół filialny Dobrego Pasterza                                    |                     | 180404_2.0002                                 |
| Leżachów-Osada  | 122     | Leszek Wołoszyn    |                                                                      |                     | 180404_2.0003                                 |
| Makowisko       | 1 227   | Marian Dziadura    | Parafia Trójcy Przenajświętszej                                      | Szkoła podstawowa   | 180404_2.0004                                 |
| Morawsko        | 1 062   | Irena Poćwierz     | Niepokalanego Serca NMP                                              | Szkoła podstawowa   | 180404_2.0005                                 |
| Munina          | 2 096   | Łucja Stochmańska  | Parafia św. Józefa                                                   | Szkoła podstawowa   | 180404_2.0006                                 |
| Pełkinie        | 1 773   | Paweł Rupar        | Parafia NMP Królowej Polski Parafia MB Nieustającej Pomocy (Wygarki) | Szkoła podstawowa   | 180404_2.0007                                 |
| Sobiecin        | 457     | Mariusz Szpilak    | kaplica cmentarna św. Józefa                                         |                     | 180404_2.0008                                 |
| Surochów        | 1 016   | Janusz Blajer      | Parafia św. Michała Archanioła                                       | Szkoła podstawowa   | 180404_2.0009                                 |
| Tuczempy        | 1 661   | Krzysztof Czubocha | Parafia Narodzenia NMP                                               | Szkoła podstawowa   | 180404_2.0010                                 |
| Wola Buchowska  | 771     | Łukasz Pieczek     |                                                                      | Szkoła zlikwidowana | 180404_2.0011                                 |
| Wólka Pełkińska | 1 435   | Adam Czwakiel      | Parafia św. Stanisława Biskupa                                       | Szkoła podstawowa   | 180404_2.0012                                 |
| Zgoda           | 222     | Maksymilian Motyka | kościół filialny św. Maksymiliana Marii Kolbego                      |                     | 180404_2.0013                                 |

## Sąsiednie gminy
Chłopice, Jarosław (miasto), Laszki, Pawłosiów, Przeworsk, Radymno, Sieniawa, Tryńcza, Wiązownica